# Марктшелленберг
Марктшелленберг (нім. Marktschellenberg) — громада в Німеччині, знаходиться в землі Баварія. Підпорядковується адміністративному округу Верхня Баварія. Входить до складу району Берхтесгаден.
Площа — 17,66 км2. Населення становить 1764 ос. (станом на 31 грудня 2020).